# Robert Moraht
Robert Wilhelm Moraht (Sønderborg, 7 settembre 1884 – Amburgo, 26 agosto 1956) è stato un militare tedesco.
Ufficiale della Marina tedesca durante la prima guerra mondiale, fu un asso dei sommergibilisti avendo affondato al termine della guerra 45 navi per un totale di 129.569 tls, una nave da battaglia francese da 18.300 tls, danneggiato ulteriori tre navi per un totale di 9.420 tonnellate, e catturato un peschereccio da 186 tonnellate. Decorato della Croce di Ferro di prima classe, dell'Ordine Pour le Mérite e della Croce di Cavaliere dell'Ordine Reale di Hohenzollern con spade.

## Biografia

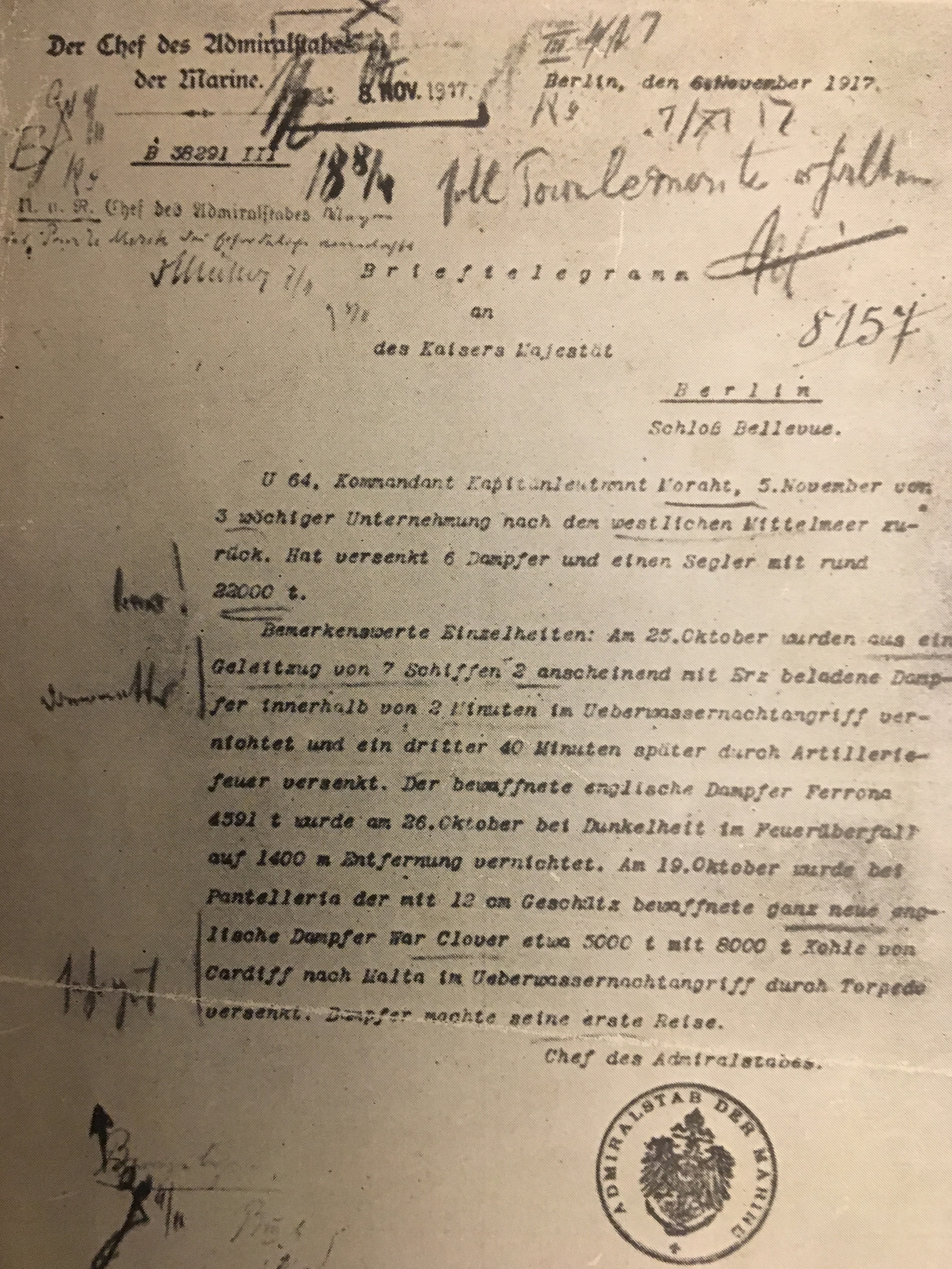
Rapporto del 1917 del capo dell'Admiralstab der Kaiserliche Marine a S.M. il Kaiser Guglielmo II sui successi dello U-64 sotto il suo comandante Kptlt. Moraht - contiene note scritte a mano del Kaiser: Bravo, Donnerwetter, sehr gut e "Soll Pour le Merite erhalten !!....

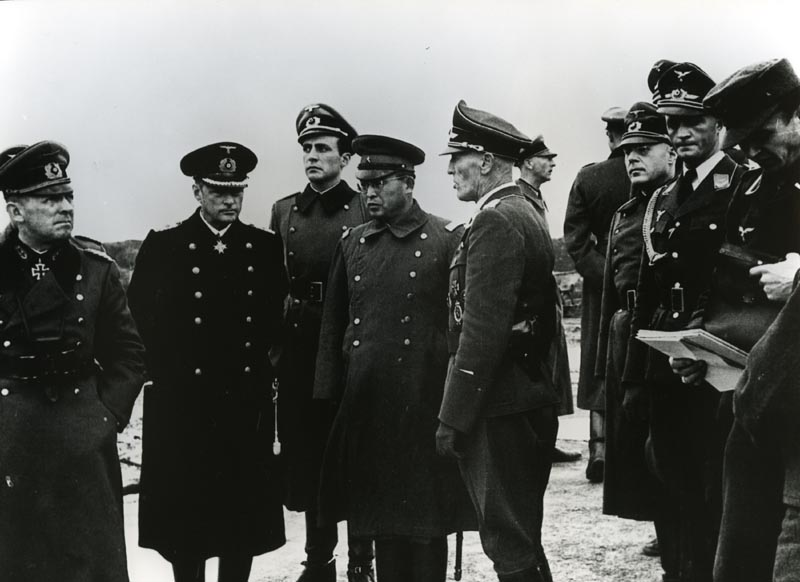
Robert Moraht (secondo da sinistra; dicembre 1943 in visita alla Fortezza di Fjell in Norvegia).

Nacque a Sønderborg, provincia dello Schleswig-Holstein, il 7 settembre 1884. Si arruolò come Seekadett nella Kaiserliche Marine il 10 aprile 1902, e dopo aver completato l’addestramento fu promosso Fähnrich zur See il 22 aprile 1902. La sua carriera procedette senza intoppi, Leutnant zur See il 29 settembre 1904, e Oberleutnant zur See il 30 marzo 1906, e Kapitänleutnant il 9 dicembre 1911. Nell'ottobre 1913 fu trasferito alla VI. Flottiglia torpediniere, dove prestò servizio prima come aiutante di bandiera, e dopo l'inizio della prima guerra mondiale e fino al maggio 1915, prestò servizio come comandante della torpediniera V 161.
Trascorse i primi mesi di guerra in servizio di guardia vicino a Helgoland e in missioni di ricognizione dal golfo di Finlandia al Dogger Bank.
Entrato nella specialità sommergibilisti nel maggio 1915, completò l'addestramento presso la scuola sommergibilisti di Kiel nell'ottobre dello stesso anno. Fu assegnato dapprima all'Ispettorato dei sottomarini e poi, nel febbraio 1916, all'Ammiragliato.
Il 15 aprile 1916 fu nominato comandante del sommergibile  U-64, che comandò fino al suo affondamento il 17 giugno 1918. Dal 31 maggio al 19 novembre 1916, l'unità fu utilizzata dalla 4ª Flottiglia sottomarini. Dopo aver completato le prove in mare e l'addestramento, nel settembre 1916 lo U-64 effettuò una missione nel Mare del Nord dove affondò un piccolo peschereccio e ne catturò uno più grande, il Loch Ryan, che fu trasferito in Germania. Successivamente l'U-64 fu destinato ad operare nel Mediterraneo. Lungo il viaggio di trasferimento affondò due navi al largo di Garrucha, sulla costa mediterranea della Spagna, e una terza al largo dell'isola di Linosa, nel canale di Sicilia. Dal 19 novembre 1916 al 17 giugno 1918 l'U-64fu subordinato alla U-Flotilla Pola di stanza a Cattaro al comando del Kapitänleutnant Waldemar Kophamel. Da Cattaro intraprese con lo U-64 un totale di otto missioni, affondando 40 navi mercantili per un totale di 129.569 tsl e altri tre vennero danneggiate per un totale di 9.420 tsl. Il 19 marzo 1917, a circa 35 km a sud-ovest della Sardegna, affondò la nave da battaglia pre-dreadnought francese Danton (18.300 tsl). Per questi successi fu personalmente insignito dell'Ordine Pour le Mérite dal Kaiser Guglielmo II durante una apposita cerimonia avvenuta a Pola il 12 novembre 1917.
Il 17 giugno 1918, verso le ore 16:00, a ovest della Sicilia, dopo aver silurato e danneggiato il mercantile Kandy, che viaggiava in un piccolo convoglio, lo U-64 fu attaccato dalla Q-Ship britannica HMS Lychnis, uno sloop appositamente costruito con il profilo di un mercantile. Danneggiato  gravemente dalle bombe di profondità il sommergibile fu costretto a riemergere, subito fatto segno da un intenso fuoco di artiglieria, e poco dopo affondò a 38° 7' N-10° 27' E. Morirono trentotto uomini dell'equipaggio; solo i cinque uomini della guardia sulla torretta, incluso lui, furono salvati e fatti prigionieri di guerra dagli inglesi. Egli trascorse il resto della guerra nel campo di prigionia per ufficiali di Colsterdale (Yorkshire).
Rilasciato dopo la fine della guerra prestò servizio nella Reichsmarine assegnato all'Ispettorato per i siluri e le mine, dove fu promosso Korvettenkapitän il 5 febbraio 1920, ma fu poi congedato su sua richiesta il 31 luglio 1920. Iniziò quindi a studiare economia, che completò con un dottorato magna cum laude. Negli anni successivi lavorò come consulente per vari gruppi industriali tedeschi, e nel 1933 pubblicò le sue memorie di guerra con il titolo Werwolf der Meere. U 64 jagt den Feind. 
Nel 1939 era il direttore finanziario della compagnia petrolifera Rhenania-Ossag ad Amburgo. Durante la seconda guerra mondiale fu riammesso in servizio attivo nella Kriegsmarine nel 1940. Il 4 aprile 1942 fu nominato Fregattenkapitän z.V e comandante del porto di Kirkenes. Nell'agosto 1942 si trasferì ad Ålesund con la stessa funzione. Il 1 ottobre 1942 fu promosso Fregattenkapitän effettivo e nel dicembre 1942 divenne comandante navale di Bergen. Dal marzo 1944 prestò servizio come ufficiale di stato maggiore presso il Marineoberkommando Norwegen, poi dal giugno 1944 per un breve periodo con il comandante ammiraglio dello Skagerrak. Dal luglio 1944 all'aprile 1945 fu il comandante dell'isola di Bornholm, poi sostituito dal capitano Gerhard von Kamptz. Lì fu fatto prigioniero di guerra dai sovietici il 9 maggio 1945, venendo rilasciato il 27 ottobre 1948. Si spense ad Amburgo il 26 agosto 1956.

## Pubblicazioni
- Die Versenkung des "Danton" Meine U-Boots-Erlebnisse von d. Ostsee bis z. Mittelmeer, Hutten-Verlag, Berlin, 1917.
- Der deutsche Kalibergbau, C. Malcomes, Nieder-Ramstadt bei Darmstadt, 1921.
- Gesichtspunkte zur Hebung der Wirtschaftlichkeit des Luftverkehrs : aus einem Vortrage vor der Wissenschaftlichen Gesellschaft für Luftfahrt am 11.Februar 1929, 1929.
- Werwolf der Meere. U 64 jagt den Feind, Vorhut-Verlag, Berlin, 1933.